# کته شمشیر علیا
کته شمشیر علیا، روستایی از توابع بخش قلندرآباد شهرستان فریمان در استان خراسان رضوی ایران است.

## جمعیت
براساس سرشماری مرکز آمار ایران در سال ۱۳۸۵، جمعیت آن ۱٬9۱۶ نفر (۳4۶خانوار) بوده‌است.